# Церовец при Требелнем
Церовец при Требелнем (словен. Cerovec pri Trebelnem) је насељено место у општини Мокроног-Требелно, регија Југоисточна Словенија, Словенија.

## Историја
До територијалне реорганизације у Словенији био је у саставу старе општине Требње.

## Становништво
У попису становништва из 2011. године, Церовец при Требелнем је имао 66 становника.
| Број становника према пописима | Број становника према пописима | Број становника према пописима |
| ------------------------------ | ------------------------------ | ------------------------------ |
| 1991                           | 2002                           | 2011                           |
| 68                             | 63                             | 66                             |

Напомена: До 1953. исказивано под именом Церовец.